# Gynoplistia concava
Gynoplistia concava là một loài ruồi trong họ Limoniidae. Chúng phân bố ở miền Australasia.